# Cosecha en verde
La cosecha en verde es una práctica de viticultura que consiste en eliminar una cantidad de uva de un viñedo determinado cuando aún no ha alcanzado la maduración, reduciendo así su potencial productivo y favoreciendo la eliminación de excedentes.
El objetivo de una cosecha en verde es una compensación económica y un aumento de calidad de la uva. Al realizarse esta supresión desde el origen, el coste de eliminación por hectolitro es menor que si de una eliminación de un producto elaborado o semi-elaborado se tratara.
Al usar este método se evita también que se arranquen más cepas de las necesarias, lo que permite en años venideros con mejores pronósticos de ventas, continuar produciendo como de costumbre sin tener ese riesgo de excedente.
- Datos: Q18419111